# معماری جفرسونی

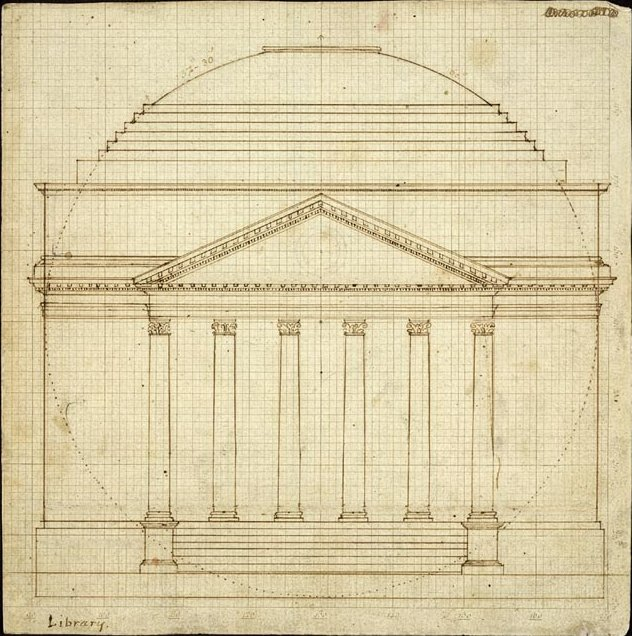
طرح‌های جفرسون برای روتوندا در دانشگاه ویرجینیا

معماری جفرسونی (انگلیسی: Jeffersonian architecture) یک فرم و شیوهٔ آمریکایی معماری نئوکلاسیک/پالادیان می‌باشد که تجسم یافته از طرح‌های معمار و رئیس‌جمهور ایالات متحده آمریکا توماس جفرسون است و پس از وی به همین نام ثبت گردید، طرح‌های اولیه از این سبک شامل تعدادی آثار معماری است که بسیار مشهور هستند از جمله خانهٔ وی موسوم به مانتیسلو و همینطور ویلا و مکان خلوت گزیدن وی مشهور به جنگل صنوبر، از مکان‌های مهم دیگری که می‌توان در همین زمینه نام برد دانشگاه ویرجینیا و دیگری مکانی است که جفرسون در جهت گردهمایی دوستان متحد سیاسی و هم حزبی‌هایش طراحی کرد مشهور به باربورزویل، سبک جفرسون در همان دوران آغازین نوپایی آمریکا که همدوره با معماری احیای یونانی بود بسیار مورد توجه قرار گرفت، این دو سبک و شیوهٔ معماری به اتفاق از ۱۷۹۰ تا ۱۸۳۰ محبوبیت قابل توجهی بدست آوردند

## نگارخانه

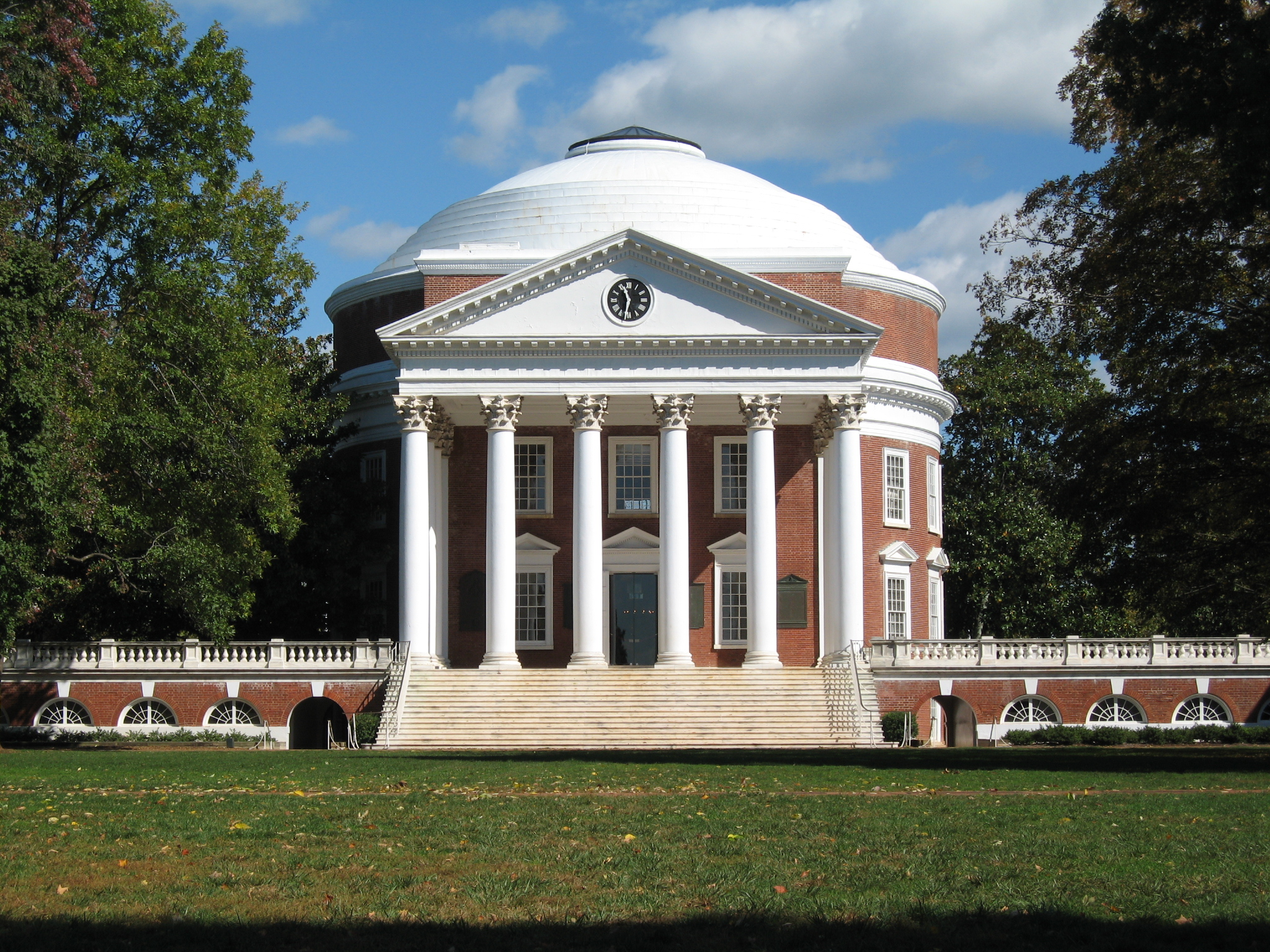
روتوندای دانشگاه ویرجینیا در سال ۲۰۰۶
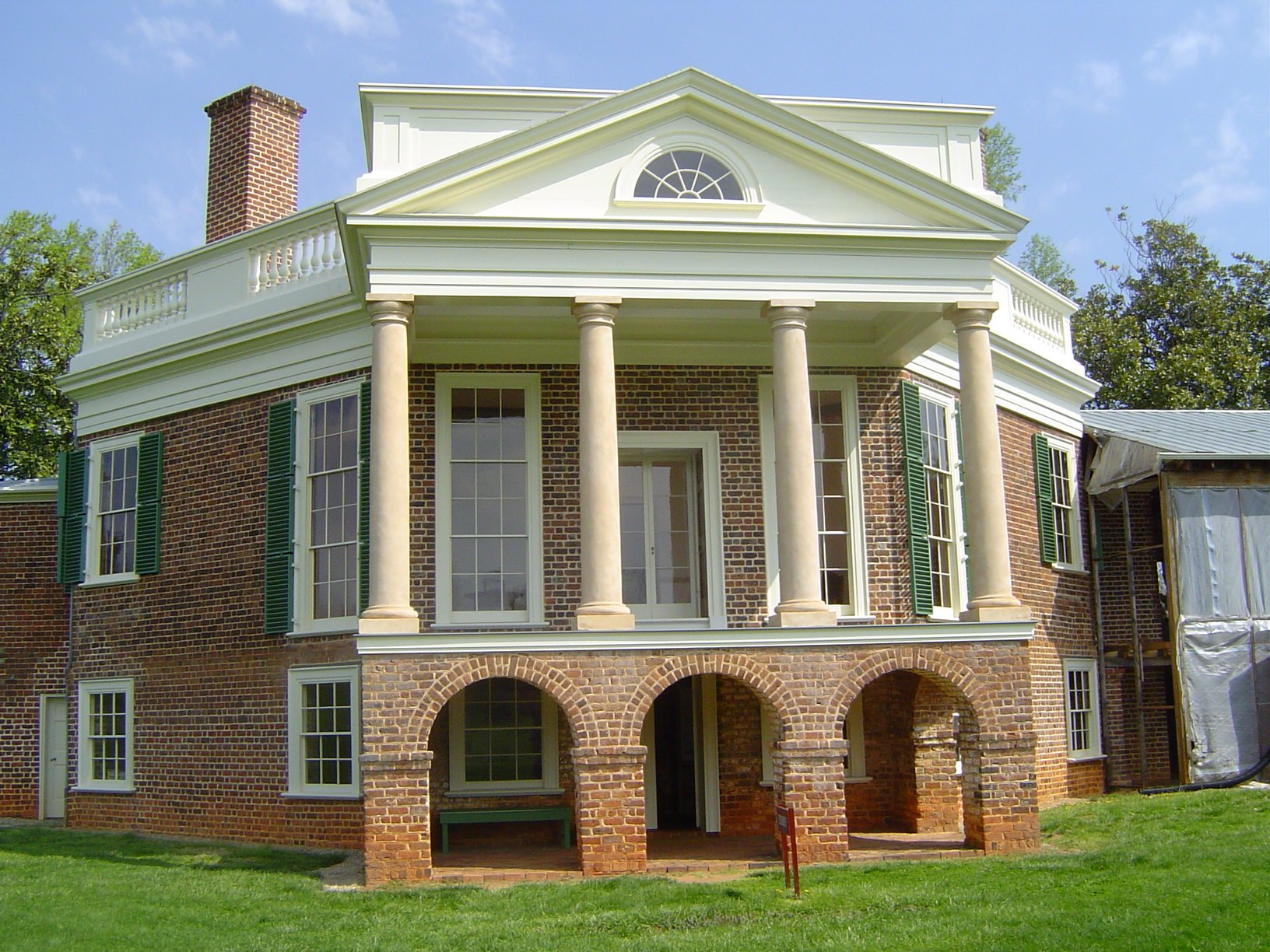
خلوتگاه و ویلای خصوصی جفرسون با نام جنگل صنوبر
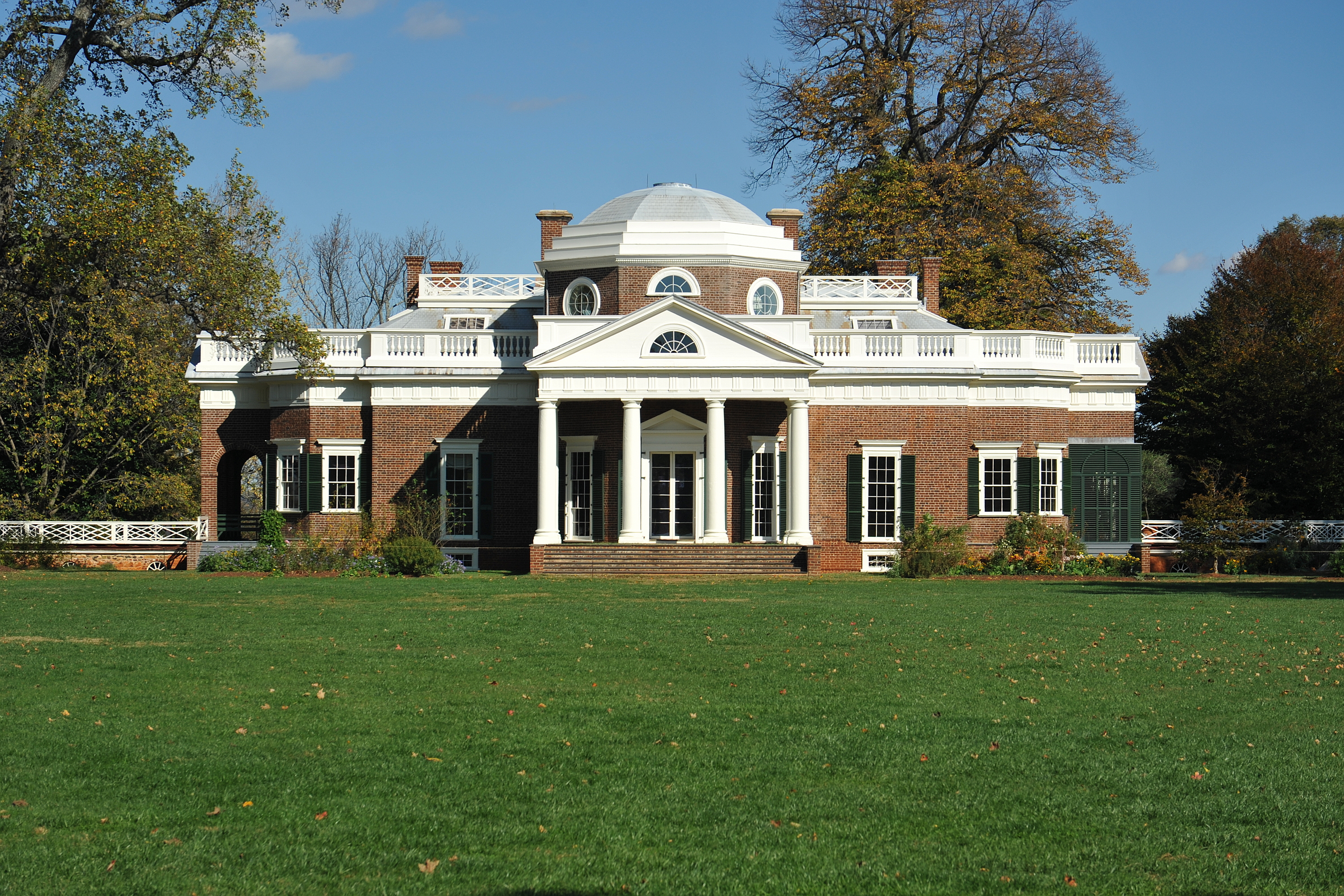
منزل جفرسون موسوم به مانتیسلو